# 王鴻薇
王鴻薇（1964年7月10日—），中華民國政治人物，中國國民黨籍，現任臺北市第三選舉區立法委員、中國國民黨立法院黨團書記長。
原為新聞記者，2006至2013年初代表新黨、2013年至2023年初代表國民黨，共連任五屆臺北市議會議員，2017年起亦兼任國民黨文化傳播委員會副主任委員。2023年1月在立委補選中當選；2024年1月連任。

## 早年
王鴻薇出生於基隆市。父親是船員，在中華民國政府遷台時先抵達臺灣；母親和祖母則陸續透過香港來臺灣團聚。王鴻薇就學於臺北市民權國小、仁愛國中、北一女中。1987年政大新聞系畢業。
畢業後，王鴻薇擔任新聞記者，主要撰寫財經新聞。她先後受雇於《臺灣時報》（財經組）、《工商時報》（金融組）、《聯合報》（經濟組）。任職於《聯合報》時，她亦任採訪中心副主任，以及大臺北中心主任。

## 民意代表

### 臺北市議員
王鴻薇因應新黨松山信義區原任議員費鴻泰當選立法委員而加入新黨，並在2006年地方選舉中當選臺北市議員，其後以新黨籍和中國國民黨籍連任共五屆十六年餘。
2013年，王鴻薇退出新黨並加入國民黨，2014年起代表國民黨參選市議員；新黨改提名的媒體人楊世光最終落選頭；2018年市議員改選，以第一高票再度獲得連任。
2017年，王鴻薇擔任國民黨文化傳播委員會副主任委員，並加入發言人團。
2022年地方選舉期間，王鴻薇先後揭發前新竹市市長林智堅、宜蘭縣縣長參選人江聰淵碩士論文涉嫌抄襲。最後，林智堅國立臺灣大學及中華大學碩士論文均被認定為抄襲，學位皆被撤銷；而江聰淵淡江大學碩士論文亦被認定為抄襲，學位亦被撤銷。

### 立法委員
王鴻薇任職議員期間，數度嘗試參選立法委員。原有意於2012年立法委員選舉中，代表新黨參選臺北市第三選舉區，但未獲提名，該選區後由國親聯盟不分區立委羅淑蕾勝出。王鴻薇轉戰新黨不分區第二名，但因政黨票未達5%而落選。加入國民黨後，2015年參與同選區的國民黨立委預選，但在三位競爭者（其他兩位為蔣萬安、羅淑蕾）中墊底。雖一度表示會堅持到最後，但最終未參與初選，該區由蔣萬安出線並當選。2019年，改參與臺北市第七選舉區立委初選，但敗給連任多屆的立委費鴻泰。
2022年12月2日，王鴻薇被國民黨徵召參與臺北市第三選舉區立法委員缺額補選，以填補蔣萬安因參選臺北市市長辭職而留下的缺額。儘管剛在2022年地方選舉中連任市議員，且曾於選舉期間表態不參與補選，但在黨內高層勸說下改變決定。這是王鴻薇2012年代表新黨參選不分區立委落選以來，首次代表國民黨出線參選立委。根據《地方制度法》，王鴻薇留下的議員缺額不會進行補選，因此遭到落選頭吳崢批評。民調封關前，一度大幅領先民主進步黨參選人吳怡農，但選前喊「選情告急」催票，最終以該選區史上最小票數差距當選，並於2023年1月16日宣誓就職。後於2024年立委選舉時成功連任。
2024年4月，與傅崐萁及其他16名中國國民黨籍立法委員赴中國大陸參訪，並會見中國共產黨中央政治局常委、政協主席王滬寧和國台辦主任宋濤等人。

#### 面臨罷免
在2024年青鳥行動中，民眾意圖罷免王鴻薇，而他也是首批被連署罷免的對象。罷免王鴻薇之團體「山除薇害」稱，全世界共有18個國家設有罷免王鴻薇的連署站，不過王鴻薇卻揶揄說，過幾天外太空也會出現罷免她和徐巧芯的罷免站。
「山除薇害」提出罷免王鴻薇的理由包括：根據國民黨黨章第2條要「反對共產主義」，但王鴻薇的立場親共，還和多名國民黨立委去中國與中共統戰的重要人物會面，至今未交代他們談了什麼。當見到中共官員表示兩岸同屬一國時，她也沒有出聲反駁。回國後，她強推不符合程序正義的爭議法案，例如立院職權行使法等，讓人覺得她癱瘓了國政。此外，罷免團體也質疑王鴻薇跟傅崐萁一同前往中國，她丈夫所屬的新同盟會被指控為統戰組織，這引起了外界對她兩岸立場的關注。
中選會在2025年2月27日表示，第一階段的提議書已經審議通過，隨後的審議也獲得通過，將於2025年7月26日進行投票。
為了反制罷免，國民黨舉行了記者會，指控推動罷免的「山除薇害」違法募款，並公開了發言人「阿美」的個人資料，包括姓名、工作單位、銀行帳戶等等，以政黨力量對公民進行肉搜，引發外界的譴責。
支持罷免王鴻薇的還有時代力量的王婉諭，以及網紅志祺七七等。在7月21日，志祺七七以「關於那些年我們被王鴻薇抹黑的鬧劇」為題，表態支持罷免王鴻薇，直指她專業能力低落，耍官威，並反駁她稱只接民進黨執政的案子，事實上她與各顏色的縣市政府和中央部會都有合作。面對事實，王鴻薇用輕蔑的態度回應，表示「砸坨屎就走」，讓人第一次體驗到她的官威。
另外，在7月22日，王婉諭在自己的社交媒體上公開發文，稱王鴻薇是除了傅崐萁之外最不適任、最應該被罷免的人。她批評王鴻薇人品差，經常在中國官媒貶低台灣，還會操弄假訊息，行為低劣且不負責任，甚至在勘災時開直播大笑，將他人的悲劇當成玩笑；她更將選民賦予的權力和聲量當成武器，反過來對抗公民。
另一方面，王鴻薇亦得到朱立倫、蔣萬安支持聲援。

## 言論及爭議

### 2010年低薪聘請助理被批評
2010年，王鴻薇擔任台北市議員時，被揭發以低薪聘請助理，這些助理需要負責找議題和經營網站Blog等工作，每日工時8.5小時，每週工作5天，薪水僅有17,280元新台幣。這一事件引發各界的批評，有網民指出她的薪水比教育部推出的專科生實習方案的2萬元還要低，這樣的薪水在台灣根本無法生活。此外，勞工團體出身的朱維立和台北市議員李文英也對她提出了批評。

### 2014年錯誤指控台北市長柯文哲草率拆除公車專用道
2014年12月，王鴻薇指控當時的台北市長柯文哲拆除公車專用道太草率，導致公車無法停靠。結果她被網友反駁，指出忠孝西路的公車專用道根本就未啟用過，根本沒有公車停靠過，這導致了「幽靈公車」的都市傳說出現。

### 2022年錯誤指控高雄輕軌沒有開門把手
2022年2月，王鴻薇指控高雄輕軌沒有開門把手，結果被反駁，大家指出輕軌本身就是按鈕開門，根本不需要把手。

### 2022年公開指控陳其邁佔用公費醫學生名額
2022年10月18日，王鴻薇召開記者會稱高雄市市長陳其邁求學時使用中山醫學院公費生的名額，完成學業後卻沒履行到偏鄉服務之義務，占用公費醫學生的名額和資源，這叫暖男嗎？王鴻薇並質問陳是否已賠償學費。陳其邁（1991畢）陣營回應早已依規定返還公費，一切合乎規定。中華民國衛生福利部醫事司表示，當時的時空背景允許「還錢了事」的作法，如果公費生畢業後有其他就業選擇，可選擇償還學費，以免除下鄉服務；但公費生制度經過修改後，2016新制不能以還款來免除服務義務，公費生不僅要返還學費，若無依規定下鄉服務，會扣留其醫師證書，將無法在外執業。

### 2023年錯誤指控王婉諭、羅致政以及中原大學副教授招名威違反個資法
在2023年，新北市一間幼兒園爆出疑似餵藥事件，王鴻薇召開記者會，指控王婉諭、羅致政以及中原大學副教授招名威公開餵藥事件中教保員的姓名，違反個資法，甚至還到北檢告發王婉諭，並表示王婉諭霸凌老師應該道歉。
王婉諭隨後澄清，自從接觸餵藥案以來，她從未在記者會、媒體或社群平台上公開過任何幼保員的資料。她還指責王鴻薇的操作意圖激發政治對立，將家長和幼保員的焦慮情緒當作政治操作手段，令人感到不齒。她同時對王鴻薇喊話，強調對方的說法根本是虛構的政治操作，並表示如果不修改說法，她就會提告。
隨後，台北地檢署確認，王婉諭等三人是根據媒體報導內容發表評論，並無憑空杜撰，難以認定他們主觀上有誹謗的犯意。王婉諭公布個資的動機是為了幫助受害者家長，並不是刻意想損害幼兒園老師的利益，因此不構成違反《個資法》的要件，三人均不予起訴。

### 2024年總統大選期間侵害潘孟安名譽權被判賠償
王鴻薇在2023年12月質疑潘孟安擔任總統賴清德競選總幹事時，住綠能廠商豪宅，被財團供養，潘孟安因而提告求償。2024年7月，台北地院判決王鴻薇敗訴，應賠償潘孟安新台幣50萬元，並且移除相關貼文及影片，不得再散布有關言論。2025年4月，二審臺灣高等法院駁回上訴，維持原判決。

### 2024年錯誤指控立委洪申翰摸胸性騷擾
2024年7月8日，王鴻薇指控立委洪申翰摸胸性騷擾。根據影片，洪申翰全程將手抵在門上，是王鴻薇自己用身體去撞洪申翰，洪申翰的手並沒有任何動作。

### 2024年指控陳時中參加餐敘時有美女「站成一排送客，重情重義重粉味」
在2024年11月12日，王鴻薇曾公開指控陳時中和王必勝參加餐敘時，有美女「站成一排送客，重情重義重粉味」。結果當事人出面反駁是醫界聚會，表示當場的都是專業的女醫師，來自口腔外科、急診醫師等不同專業領域。陳時中的辦公室也表示不容許惡意抹黑和造謠。王鴻薇對其中的女醫師致歉，但拒絕向陳時中和王必勝道歉。

### 2025年錯誤指控中山大學副教授顏聖紘獲批研究經費金額
在2025年1月，因應財劃法修改，不少大學教授在國科會申請的研究案受到影響，其中國立中山大學生物科學系副教授顏聖紘曾公開表示「材料費、差旅費、實驗維修費通通沒了」。隨後，王鴻薇指控顏聖紘，稱他在過去8年拿到了27個研究案，總額高達3億元，甚至批評他是「準側翼」。結果顏聖紘教授反駁，表示他過去20年來所有研究計畫申請的金額其實只有4550萬。農業部也回應，稱顏聖紘獲得的經費與王鴻薇所說的3億元有很大的差距。

### 為涉及金融弊案、坑殺散戶的鍾文智提出咗修法方案脫罪
王鴻薇、李彥秀和黃國昌曾經為涉及金融弊案、坑殺散戶的鍾文智提出修法方案，這一行為被指控是為了讓鍾文智脫罪，結果引發了廣泛的批評。

### 多次發表言論矮化台灣主權
王鴻薇曾多次發表矮化台灣主權的言論，引起了不少爭議。
在2025年大罷免期間，王鴻薇出席公辦電視說明會，談及天災話題時表示「台灣是天災頻繁的『城市』」，雖然她之後稱是口誤，但仍引發外界批評。民進黨立委王定宇嘲諷她，表示如果台灣是一個城市，蔣萬安就應該是里長，形容王鴻薇鬧出了大笑話。民進黨秘書長林右昌也批評她，對自己國家、主權竟然如此迴避，顯示出心虛的表現。儘管王鴻薇稱自己是口誤，但罷免王鴻薇的團體「山除薇害」發言人指出，王鴻薇在說出「城市」時是有看稿的。
此外，王定宇還指控王鴻薇，稱她曾在中國節目上將「總統府」稱為「蔡英文辦公室」。
她也曾多次附和中國共產黨的口徑，稱蔡英文為台灣地區領導人，這一做法在2025年大罷免期間被罷免團體代表蔡卡羅批評。

### 其他台北市議員任內言論/爭議
- 2010年7月，王鴻薇於其部落格將非限制級的小說《乃木坂春香的秘密》中一張插畫打上馬賽克。此舉引起動漫愛好者於該網誌以及新黨的討論區留言抨擊，大部份留言隨即被刪除，8月9日起討論區加上閱讀權限限制[73]。8月18日，新黨討論區管理員刪除所有關於此事件的提問以及發言。2010年9月，動漫向上推廣協會在記者會上批評王鴻薇議員以及其政黨論壇的管理員的行為，並提出修正分級制度的訴求[74]。
- 2020年5月，王鴻薇在中国中央电视台中文國際頻道節目《海峡两岸》上抨擊蔡英文政府對美國政策：「對於台灣的利益是什麼呢？其實特朗普是沒有非常在意的。……對美國人非常幸運的是，他碰到一個前所未有，對美國人非常唯命是從的一個領導人，就是蔡英文。」使用「領導人」而非「總統」的措辭使她遭到矮化國格的批評。[75][76]
- 2022年5月27日，王鴻薇在臉書以一張臺中市沙鹿區淹水的圖片，批評民進黨立法委員林靜儀忽視選區災情。林靜儀當時與跨黨派立委組團前往瑞士日內瓦世界卫生大会。該圖被發現是2013年的淹水照片，她隨後更正照片稱誤植[77][78]。

### 其他立法委員任內言論/爭議

#### 死刑存廢爭議
- 2024年4月23日，王鴻薇在Facebook上發文痛批憲法法庭召開死刑辯論的法庭之友大部分立場傾向廢死，質疑根本就是「廢死之友」，而指出這些法庭之友的鑑定單位就是陳菊的監察院。王婉諭則發聲明痛批法庭之友誰都可以申請，明明國民黨團也有代表法庭之友出席死刑辯論，卻惡意抹黑法庭之友，甚至說出「這是最糟糕的政治人物」。[79][80]

#### 烏龍指控
- 2023年11月，王鴻薇召開記者會，稱行政院反詐文宣標案有94％預算都被民視得標。同時點名Youtuber張志祺，指他接了高達2700萬的政府標案，指控其是民進黨扶植的「親綠網紅」。批評民進黨拉攏自媒體創作者、「獨厚特定親綠媒體」[81]。之後，張志祺反駁稱相關指控荒謬，道「有人在意我們其實今年根本沒接那個案子嗎？那只是份合作意向書耶」。平面設計師聶永真和時事評論員周偉航出文批評王鴻薇[82]。《商業周刊》報導分析數據指，事件中提到的簡訊標案「並沒有被哪個機關獨厚，也沒有同樣案子、年年得標的好處可拿」。[83]

#### 聲援亞亞案
- 中配網紅「亞亞在台灣」自拍網路影片發表武統台灣言論，日前遭舉報被移民署約談。移民署後證實，經依法調查並會商相關機關後，將廢止其在台依親居留許可，擇期安排出境。2025年3月12日，王鴻薇卻認為違反「大陸地區人民在台灣地區依親居留長期居留或定居許可辦法」第14條第1項第4款規定的中配也享有言論自由，直接把她們驅逐出境，相信會遭受很多人的質疑。[84][85]

## 個人生活
王鴻薇自就讀大學時，和同班同學陶允正交往。畢業後，兩人皆投入新聞界，1990年前後結婚，並育有三名女兒。王鴻薇從政後，她的先生辭職以全力支持其政治事業。

## 選舉紀錄
| 年度 | 選舉屆數               | 選舉區                                 | 所屬政黨   | 得票數  | 得票率 | 當選標記 | 備註 |
| ---- | ---------------------- | -------------------------------------- | ---------- | ------- | ------ | -------- | ---- |
| 2006 | 第十屆臺北市議員選舉   | 臺北市第三選舉區                       | 新黨       | 17,022  | 8.03%  |          |      |
| 2010 | 第十一屆臺北市議員選舉 | 臺北市第三選舉區                       | 新黨       | 16,957  | 7.27%  |          |      |
| 2012 | 第八屆立法委員選舉     | 全國不分區及僑居國外國民立法委員選舉區 | 新黨       | 195,960 | 1.49%  |          |      |
| 2014 | 第十二屆臺北市議員選舉 | 臺北市第三選舉區                       | 中國國民黨 | 18,472  | 7.68%  |          |      |
| 2018 | 第十三屆臺北市議員選舉 | 臺北市第三選舉區                       | 中國國民黨 | 25,508  | 11.43% |          |      |
| 2022 | 第十四屆臺北市議員選舉 | 臺北市第三選舉區                       | 中國國民黨 | 25,727  | 12.03% |          |      |
| 2023 | 第十屆立法委員補選     | 臺北市第三選舉區                       | 中國國民黨 | 60,519  | 52.26% |          |      |
| 2024 | 第十一屆立法委員選舉   | 臺北市第三選舉區                       | 中國國民黨 | 105,050 | 52.52% |          |      |

## 外部連結
- 王鴻薇的Facebook專頁
- 王鴻薇的Instagram帳戶
- 王鴻薇的Threads